# 213770 Fignon
213770 Fignon este un asteroid din centura principală de asteroizi.

## Descriere
213770 Fignon este un asteroid din centura principală de asteroizi. A fost descoperit pe 23 februarie 2003 la Vicques de Michel Ory. Asteroidul prezintă o orbită caracterizată de o semiaxă mare de 2,97 ua, o excentricitate de 0,16 și o înclinație de 7,8° în raport cu ecliptica.